# Journey of the Dunadan
Journey of the Dunadan è l'album d'esordio del gruppo progressive rock statunitense Glass Hammer, pubblicato nel 2003.

## Descrizione
È un concept album basato sulla storia di Aragorn, personaggio del romanzo di Tolkien Il Signore degli Anelli.

## Tracce
1. Shadows of the Past – 3:19
2. Something's Coming – 3:18
3. Song of the Dunadan – 9:14
4. The Prancing Pony – 1:13
5. The Way to Her Heart – 3:32
6. The Ballad of Bailing – 3:40
7. Rivendell – 3:31
8. Khazad-Dum – 1:24
9. Nimrodel – 4:58
10. The Palantir – 6:39
11. Pelennord Fields – 4:26
12. Why I Cry (Arwen's Song) – 5:20
13. Anduril – 2:03
14. Morannon Gate – 5:41
15. The Return of the King – 7:56
16. Why I Cry (Single Edit) – 3:59

## Formazione
- Piper Kirk - voce
- Michelle Young - voce
- Basil Clouse - basso
- David Carter - chitarra
- Rod Lambert - violino elettrico
- Tony Mac - batteria